# Teatrul Bolșoi

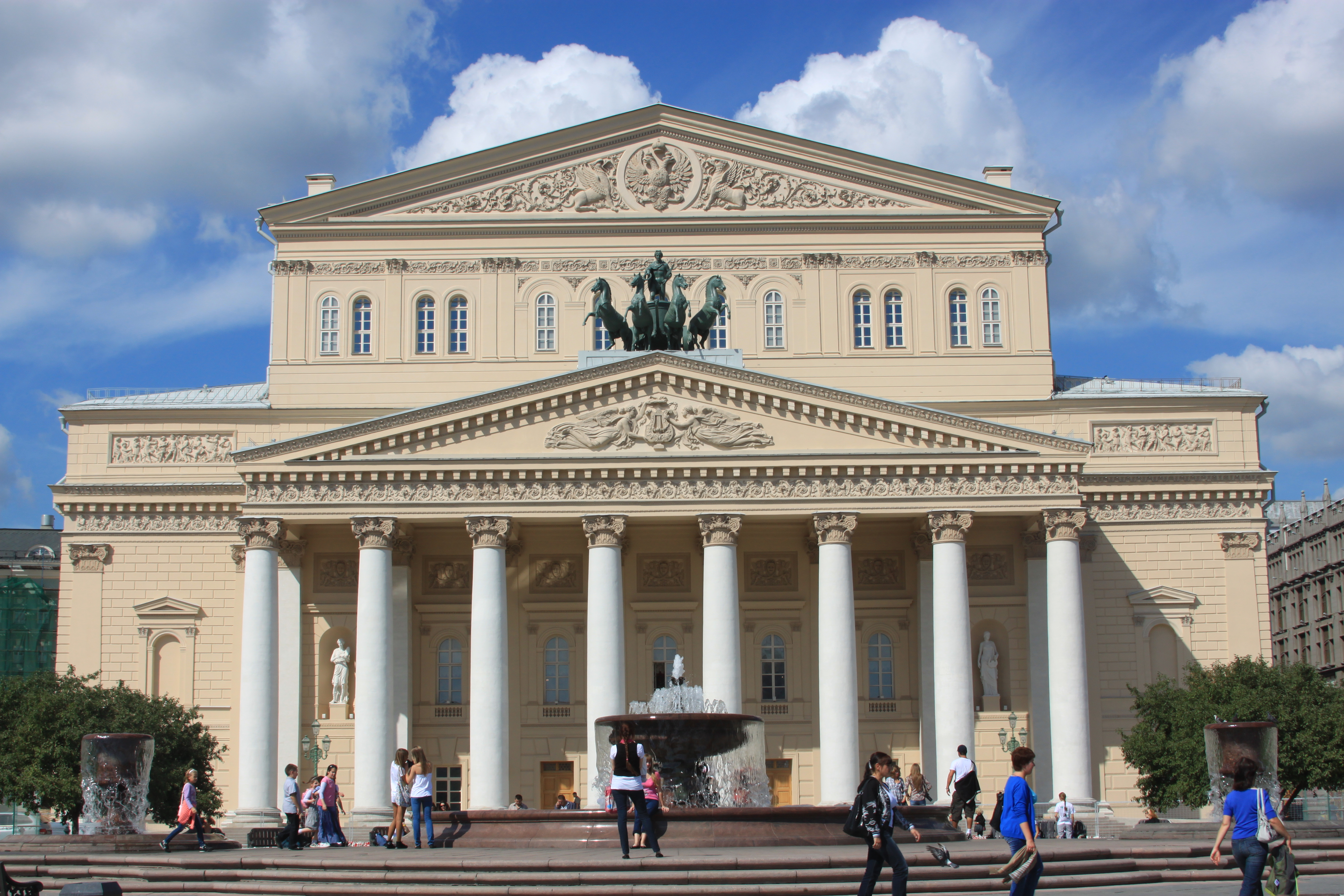
Teatrul Bolșoi în 2011

Teatrul Bolșoi (în rusește Большой театр [bɐlʲˈʂoj tʲɪˈatər]), tradus în română ar însemna „Teatrul Mare”, se află în Moscova. Este unul dintre cele mai importante teatre de prestigiu internațional din Rusia, unde se dau spectacole de operă și balet.

## Istoric
Teatrul Bolșoi a luat ființă în anul 1776, când țarul i-a acordat prințului Peter Urusov privilegiul de a fi singurul din Moscova care să prezinte spectacole de teatru, operă și balet. Actorii de pe atunci erau iobagi ai acestui prinț. La început spectacolele au avut loc într-o casă particulară, dar începând din 1780 au avut loc în clădirea actuală a teatrului. Din cauza terenului mlăștinos din centrul Moscovei clădirea a fost construită pe stâlpi de lemn. Teatrul și-a primit numele actual în ianuarie 1825. 
În anul 1805 clădirea a fost distrusă de un incendiu. Un alt incendiu a distrus interiorul teatrului în 1853. Apoi a fost reconstruit într-o formă mai elegantă, care s-a păstrat până azi, proiectată de arhitectul italian Alberto Camillo Cavos (1800-1863), fiul arhitectului Catterino Cavos (1775–1840). O altă reconstrucție a devenit necesară secolul al XX-lea - sub îndrumarea arihitectului Joseph Bové (sau Ossip Bowe). 
După destrămarea URSS clădirea a decăzut iarăși. Reparațiile au început în anul 2005 și au durat 6 ani. Costul lucrărilor de restaurare s-a ridicat la peste 500 de milioane de euro, dar restauratorii ruși au reușit să-i redea teatrului grandoarea imperială din secolul al XIX-lea și acustica impecabilă de odinioară. La 28 octombrie 2011 Teatrul Bolșoi s-a redeschis cu un spectacol festiv de balet și muzică din opere, la care a cântat și Angela Gheorghiu, în limba rusă, un fragment din opera Dama de pică, de Piotr Ilici Ceaikovski. A fost de față și președintele Rusiei, Dmitri Medvedev.